# Gerolama Orsini
Jerónima Orsini (em italiano:  Gerolama ou Girolama; 1504 – 1570), era uma nobre italiana membro da influente família Orsini que casou com o primeiro duque de Castro e primeiro duque de Parma e Placência.

## Biografia
Nascida em Roma, era filha de Luís Orsini, Conde de Pitigliano, e de Júlia Conti. Em 1513, foi estabelecido um contrato de noivado entre os Orsini e Pedro Luís Farnésio, sendo o casamento celebrado em Valentano, em 1519.
O seu marido era o filho ilegítimo do Papa Paulo III e de Silvia Ruffino. O casal teve cinco filhos três dos quais também tiveram descendência. Apesar de um casamento de conveniência, Gerolama manteve-se uma esposa devota e fiel, tolerando os excessos, brutalidade e extravagâncias do marido.
Quando o Cardeal Alexandre Farnésio, seu sogro, se tornou o Papa Paulo III em 1534, Pedro Luís Farnésio foi nomeado capitão general da Igreja e, em 1537, Duque de Castro. Finalmente, em 1545, foi feito Duque de Parma e Piacenza.
Pedro Luís acabou assassinado em 1547 e Jerónima sobreviveu-lhe 43 anos, morrendo no Palácio Farnésio de Placência, em 1590. Foi sepultada na cripta dos Farnésio no Santuário de Santa Maria della Steccata, em Parma.

## Descendência
Do casamento de Jerónima Orsini com Pedro Luís Farnésio nasceram cinco filhos:
- Alexandre (Alessandro), bispo de Parma, mais tarde nomeado Cardeal;
- Octávio (Ottavio), que sucedeu ao pai como Duque de Parma;
- Rainúncio (Ranuccio), também nomeado Cardeal;
- Vitória (Vittoria), que casou com Guidobaldo II, Duque de Urbino;
- Horácio (Orazio), que casou com Diana, Duquesa de Angoulême (1538–1619), filha natural de Henrique II de França.